# 1960年夏季奥林匹克运动会苏里南代表团
苏里南共派出了一位运动员参加了在意大利罗马举行的1960年夏季奥林匹克运动会，这也是苏里南第一次派代表队参赛。
Wim Esajas是苏里南首位奥运会运动员，在此次奥运会上参加800米比赛，却错过了预赛。